# スティキーン地域
スティキーン地域（スティキーンちいき、英: Stikine Region）は、ブリティッシュコロンビア州の北西端に位置し、州内で唯一地方行政区が編制されていない地域である。集落が点在するのみで市町村に相当する通常の自治体も存在せず、必要な行政サービスは州政府の各部門が直接担当している。あくまで統計上の区分に過ぎず、歴史的にスティキーン地方(Stikine Country)と呼ばれてきた範囲とは食い違いがある。

## 地理
名前はスティキーン川に由来しており、その語源はトリンギット語で「濁った川」（「苦い水」とも）を意味するShtax' Héenである。歴史的にスティキーン地方と呼ばれてきたのはスティキーン川流域で、そのうち南半分はキティマット・スティキーン地域に所属している。行政上のスティキーン地域は、スティキーン川流域の北半分に加え、その北東のキャシャー地方(Cassiar Country)や北のアトリン地方(Atlin Country)などを含んでいる。なおDease Lakeとその周辺は2008年よりキティマット・スティキーン地域へ編入されている。
東から南へ時計回りに、ノーザン・ロッキーズ地域、ピースリバー地域、バルクレー・ネチャコ地域、キティマット・スティキーン地域と境界を接している。北は北緯60度を境界にユーコン準州と、西は国境を挟んでアメリカ合衆国アラスカ州と接している。

## 自治体
広域自治体である「地方行政区」のみならず、市町村に相当する基礎自治体も編制されていない。主要な集落としては、アトリン湖岸にあるアトリンや、アラスカ・ハイウェイ沿いで州境に近いロワー・ポストがある。
地理的には先住民（ファースト・ネーションズ）の保留地がいくつか含まれているが、ここには州政府の権限も及ばない。先住民としてはトリンギット族が主で、ほかにカスカ族の集落がある。

## 経済活動と自然保護
この地域における主な経済活動は採鉱業である。かつてはキャシャーにアスベスト鉱山があり、人口も1500名を数えたが、1992に閉山となり現在は廃墟となっている。ほかにも金鉱山がいくつか操業していたがいずれも短期間で閉山している。現在アトリン南方の国境近くで銅など各種金属の鉱床の開発が行われている。
北西端では銅や金をはじめとする大規模な鉱床が発見されているが、1980年代に開発計画がもちあがると保護運動が始まり、1993年にタットシェンシーニ・アルセック州立公園として保護され、隣接する世界遺産地区に加えられてクルエーン/ランゲル＝セント・イライアス/グレイシャー・ベイ/タッチェンシニー＝アルセクとなっている。